# Volavá Lhota
Volavá Lhota (německy Wolawa Lhota) je malá vesnice, část obce Vlastějovice v okrese Kutná Hora. Nachází se asi dva kilometry východně od Vlastějovic. Volavá Lhota je také název katastrálního území o rozloze 2,77 km².

## Historie
První písemná zmínka o vesnici pochází z roku 1379.

## Fotogalerie

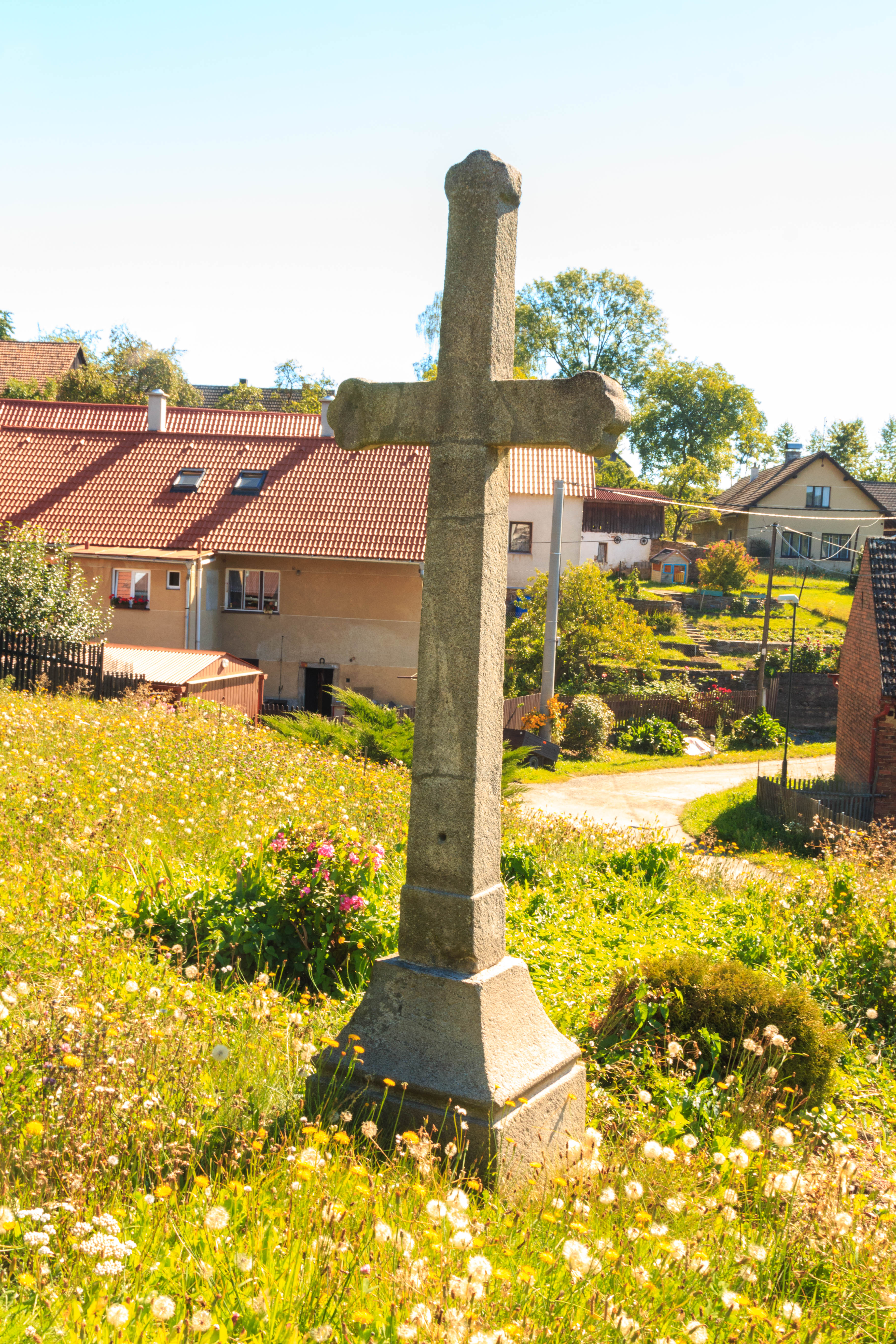
Kříž
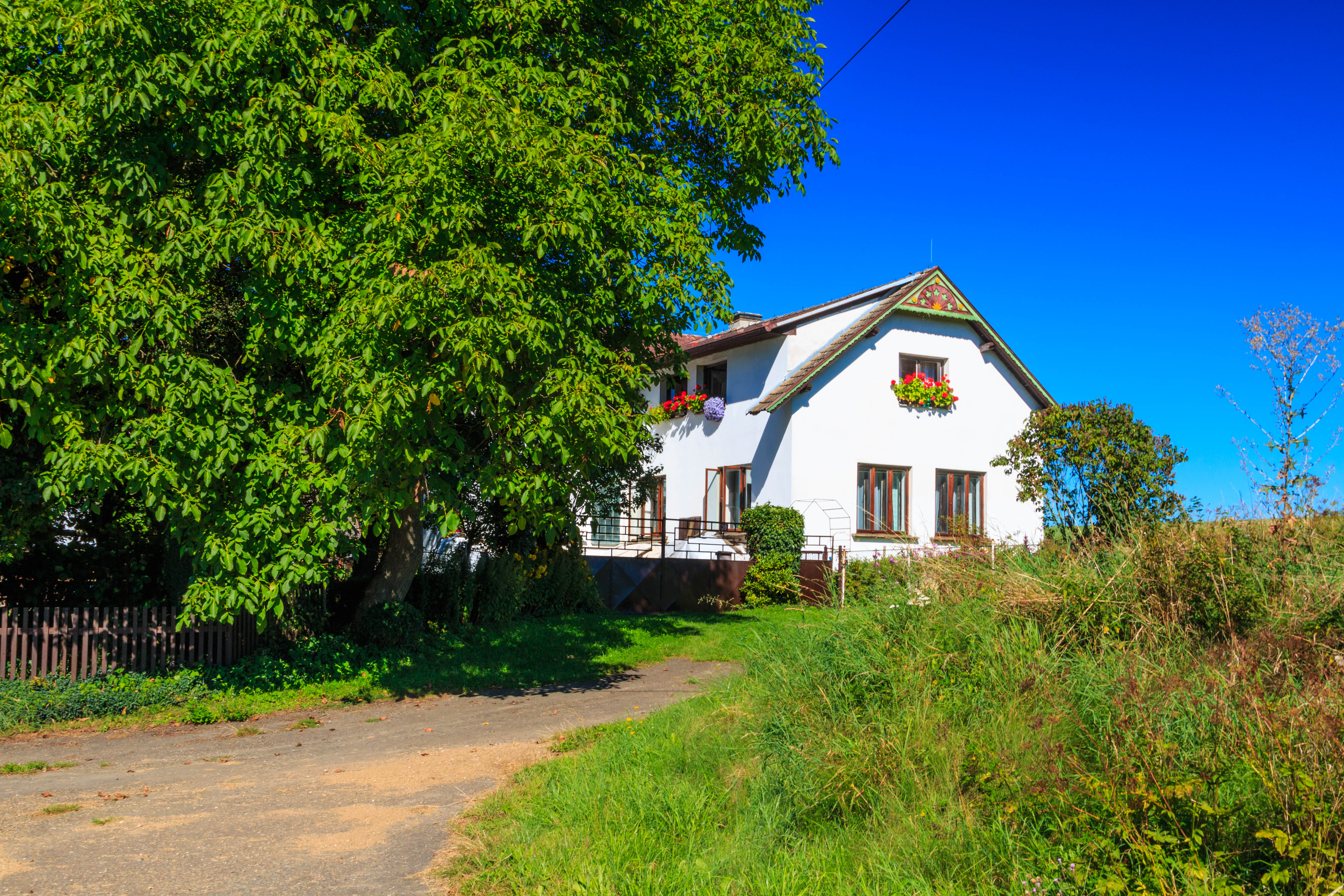
Dům čp. 30
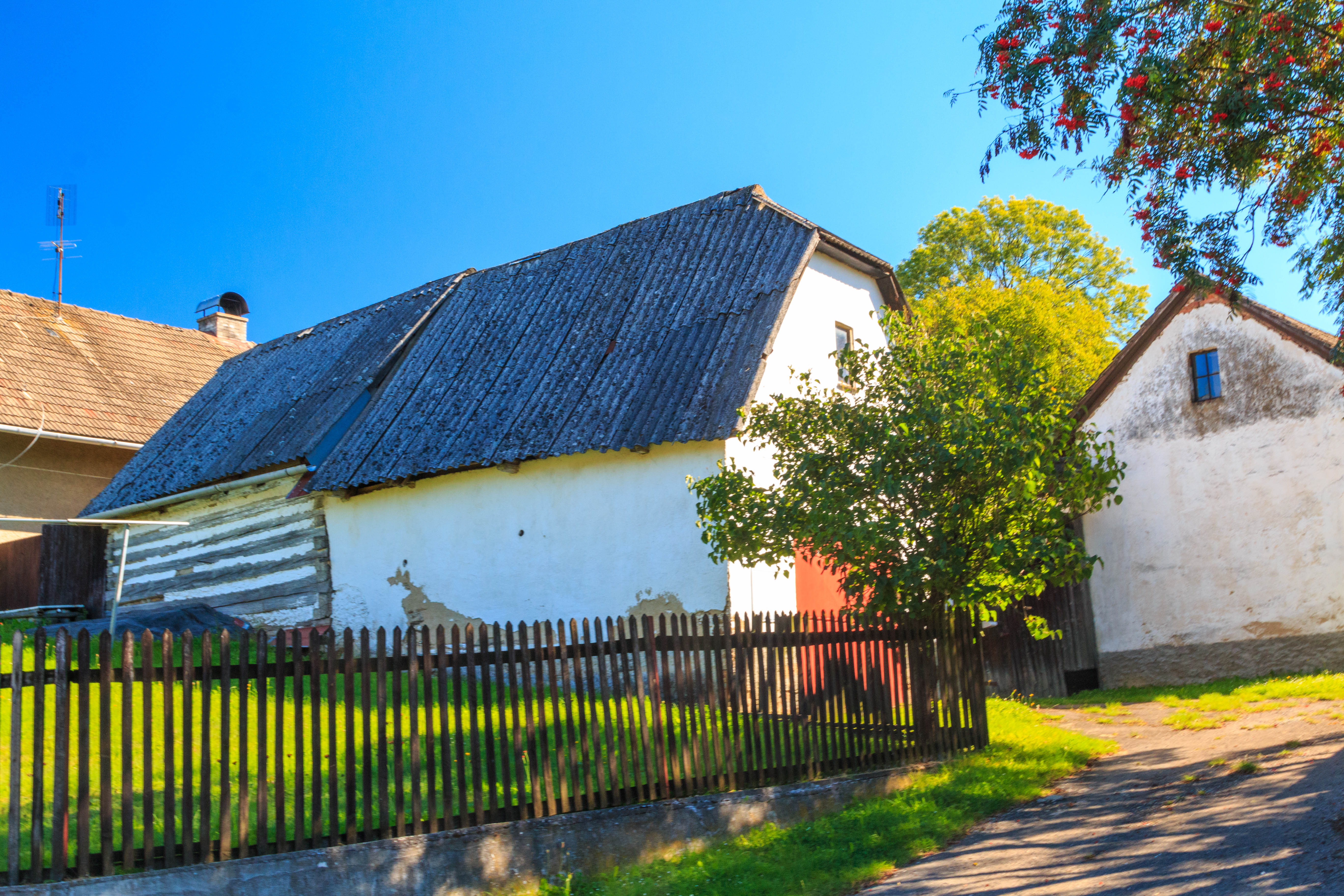
Dům čp. 24
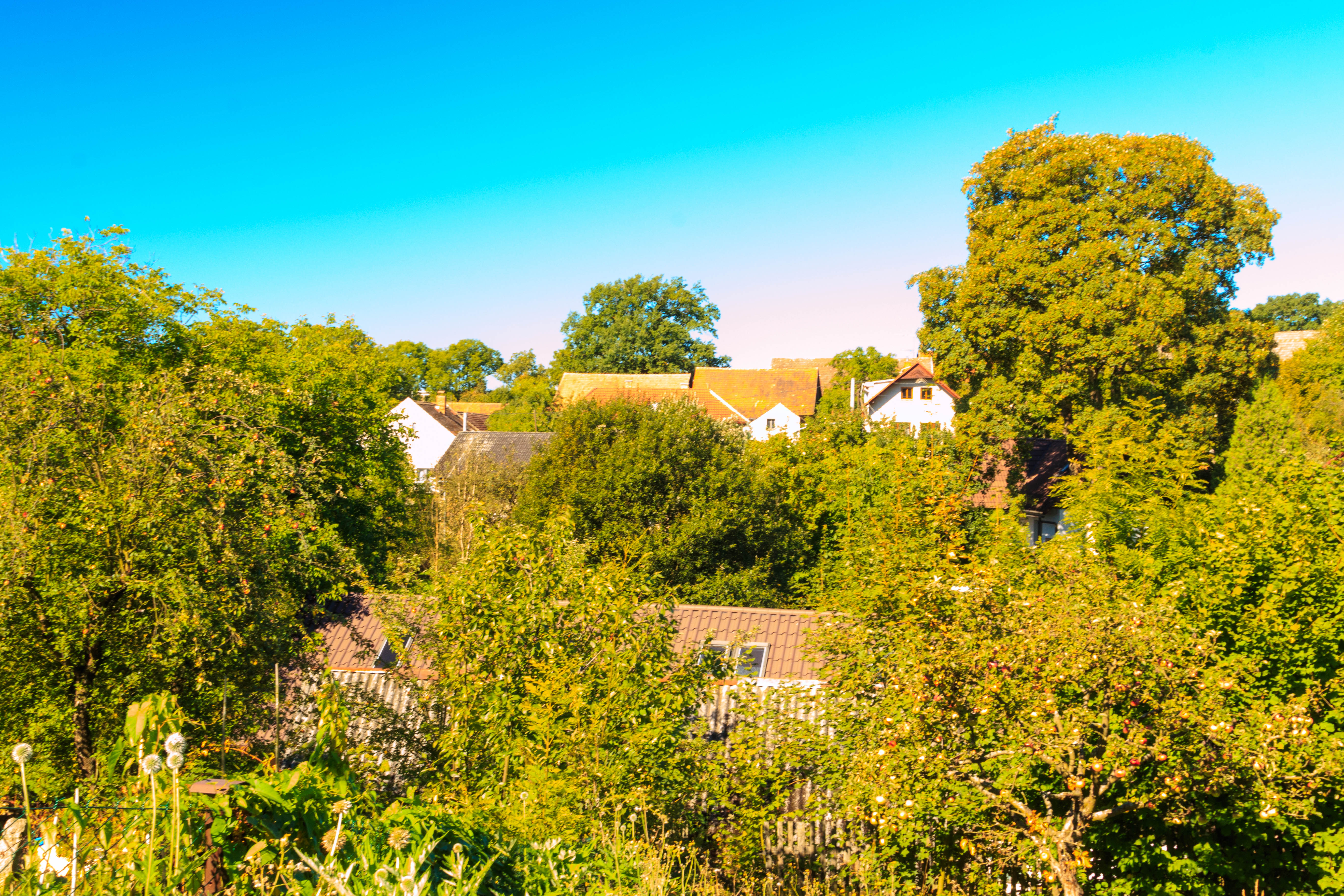
Volavá Lhota